# Глодоський скарб
Глодоський скарб — скарб, що належав улицькому вождеві 20-40 років, складений з 2,583 кг золота й — 1,026 кг срібла. Скарб був знайдений 9 червня 1961 року в селі Глодоси на Кіровоградщині школярем Володимиром Чухрієм у степу під каменем.
Складається з поховання, що належало багатому знатному вождю кінця VII століття або початку VIII століття після Різдва Христового з великою кількістю золотих і срібних виробів. Обрядові особливості вказують на можливо слов'янську приналежность похованого.
За Глодоським скарбом названа премія «Глодоський скарб».